# Succinate-semialdéhyde déshydrogénase
La succinate semialdéhyde déshydrogénase est une oxydoréductase qui catalyse la réaction :
semialdéhyde succinique + NAD+ + H2O  {\displaystyle \rightleftharpoons }  succinate + NADH + 2 H+.
Cette enzyme est présente chez des êtres vivants appartenant aux trois domaines du vivant : eucaryotes, bactéries et archées. Elle intervient dans la dégradation du γ-aminobutyrate chez l'homme, et une déficience en cette enzyme a de sérieuses conséquences sur la santé.
Chez les bactéries, elle intervient également dans la conversion en succinate du semialdéhyde succinique, résultant de la métabolisation des cycles pyridine, ce qui fait le lien avec le cycle de Krebs.